# Oliver Lampe
Oliver Lampe (* 9. April 1974 in Hannover) ist ein ehemaliger deutscher Schwimmer, der für die Bundesrepublik Deutschland als Delphin- und Freistil-Spezialist startete. Er gewann Medaillen mit der Staffel Welt- und Europameister und schwamm 1996 bei den Olympischen Spielen in Atlanta. Nach seiner nebenberuflichen Schwimmkarriere wurde er Unternehmer.

## Leben
Oliver Lampe ist der Sohn von Werner Lampe und Neffe von Hans Lampe. Er wuchs in Lehrte-Arpke bei Hannover auf und wurde im heute nicht mehr existierenden Schwimmverein Arpke von seinem Vater trainiert. Lampe absolvierte das Fachabitur und studierte anschließend Betriebswirtschaftslehre. Im Winter 1994/95 verbrachte er ein Auslandssemester an der Universität von Tucson, Arizona. 2010 eröffnete er in Augsburg gemeinsam mit einem Metzger ein Currywurst-Restaurant.

## Sportliche Erfolge
1991 nahm Lampe an den Jugendeuropameisterschaften teil. 1993 nahm er an der Sommer-Universiade in Buffalo teil und gewann zwei Medaillen. 1994 war er Finalteilnehmer der Schwimmweltmeisterschaften in Rom und gewann dort mit der deutschen Staffel eine Bronzemedaille. 1995 gewann er mit der 4 × 200-m-Freistilstaffel in Wien den Europameistertitel. 1996 war er Mitglied der 4 × 200-m-Freistilstaffel bei den Olympischen Spielen 1996 in Atlanta. Im Vorlauf schwamm er, später gewann die Staffel die Bronzemedaille. 1996 gewann Lampe über 100 m Schmetterling die deutsche Meisterschaft in Braunschweig. 1995, 1997 und 1998 gewann Lampe über 200 m Schmetterling die deutsche Meisterschaft in Warendorf, München bzw. Hamburg. 2000 trat Lampe bei den Deutschen Meisterschaften in Berlin an.